# 中葵涌公園

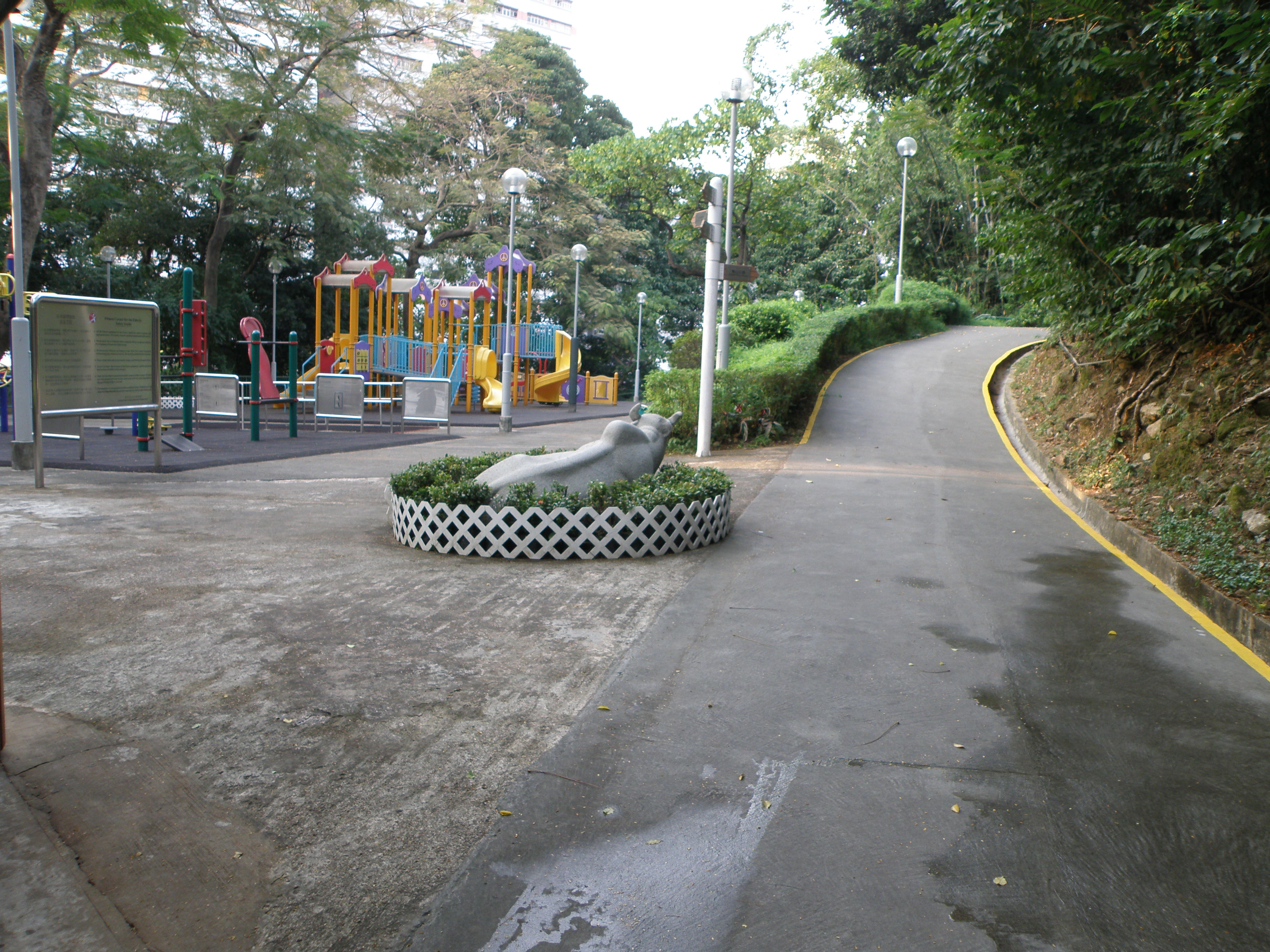
中葵涌公園遊樂設施

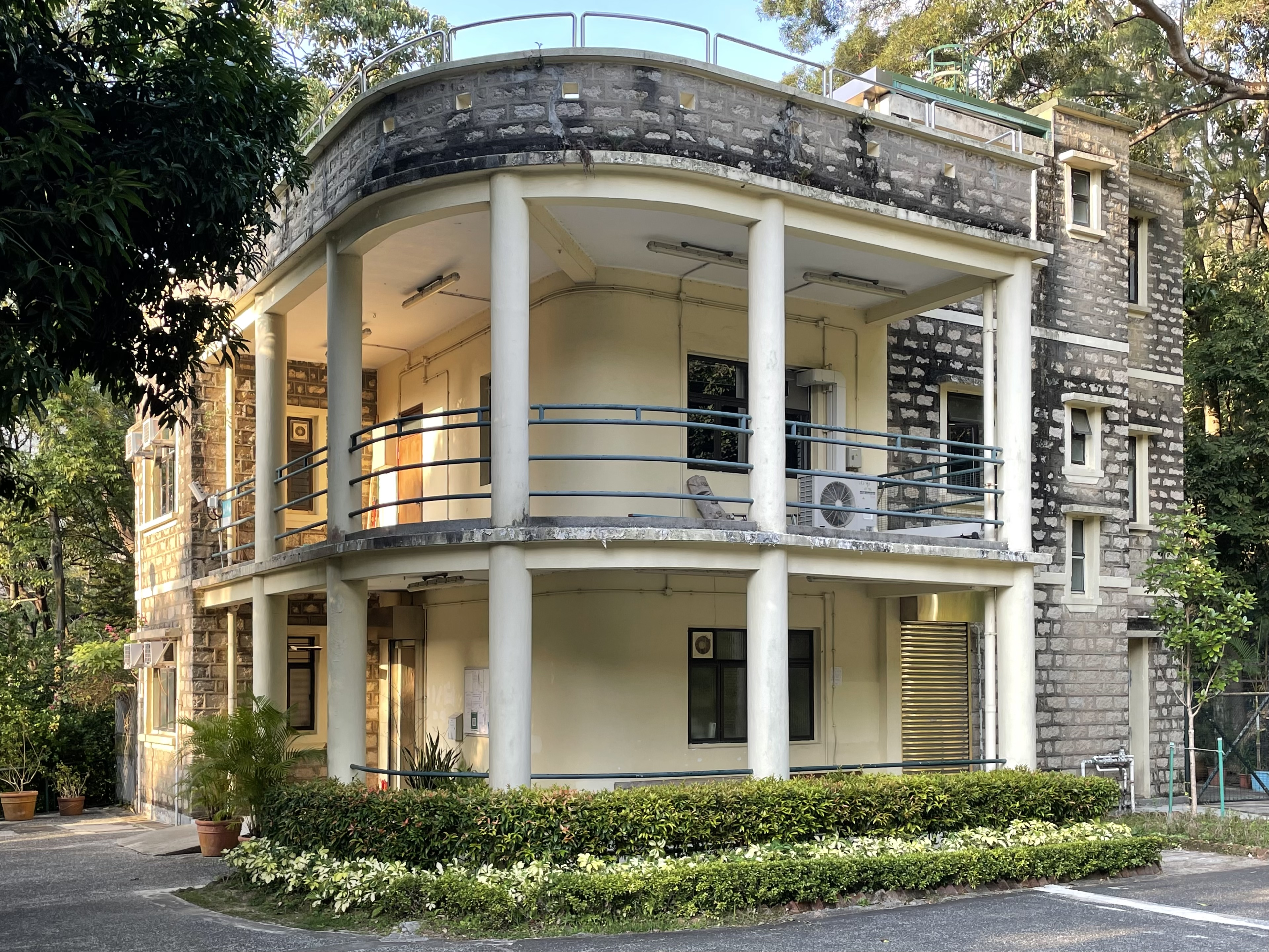
中葵涌公園辦事處

中葵涌公園（英語：Central Kwai Chung Park），位於香港新界葵青區下葵涌新葵街，佔地10.56公頃，於1986年7月1日啟用，是葵青區目前面積最大的公園，現時由康樂及文化事務署管理。
中葵涌公園被康樂及文化事務署等個別香港政府部門定性其位於葵涌中央，然而根據官方地圖，中葵涌公園位於下葵涌。由於公園位置隱閉，被茂密樹木和工廠大廈遮檔，故公園人流一直稀少，不少區內居民都不知道該公園存在。

## 歷史
中葵涌公園前身為為曾氏瑞峰牛場，至少有50年歷史。有地區人士估計於1970年代初結業，其後把土地交還政府。現時公園辦事處昔日為乳牛場辦事處，古物古蹟辦事處在2022年6月將其評級為二級歷史建築。而香港政府於園內長者健身園地入口處設立一塊石製牛雕像以示紀念。在2013年雕塑的雙角被破壞後，曾進行修補，不過10天後已不知所終。

## 設施
- 兩座五人足球場
- 籃球場兼排球場
- 滾軸溜冰場
- 兒童遊樂場
- 自然徑
- 野餐區
- 自然保育園地
- 長者健身園地

## 鄰近
- 麗瑤邨
- 職業訓練局葵涌大樓
- 下葵涌村

## 相關事件
2021年5月2日，有康文署職員發現兩隻約一個月大的唐狗被困在公園山坡一個約6米深的沙井底，報警後由消防員將牠們帶回安全位置，隨後由香港愛護動物協會帶走檢查。

## 參看
- 香港公園列表
- 香港遊樂場列表

## 外部連結
- 康樂及文化事務署 - 中葵涌公園 - 背景 （页面存档备份，存于）